# Кружно
Кружно (словац. Kružno, угор. Kruzsnó) — село, громада в окрузі Рімавська Собота, Банськобистрицький край, Словаччина. Кадастрова площа громади — 6,20 км². Населення — 375 осіб (за оцінкою на 31 грудня 2017 р.).
Знаходиться за ~6 км на північний захід від адмінцентру округу міста Рімавська Собота.
Громада виникла 1936 року відокремленням від громади Сушани.

## Транспорт
Автошлях 2773 (Cesty III. triedy) II/72 — Кружно.

## Населення
| Рік:            | 1994. | 2004.   | 2014.   | 2024.   |
| --------------- | ----- | ------- | ------- | ------- |
| Кількість осіб: | 323   | 352     | 366     | 360     |
| Різниця:        |       | +8,97 % | +3,97 % | -1,63 % |

| Рік:            | 2023. | 2024.   |
| --------------- | ----- | ------- |
| Кількість осіб: | 359   | 360     |
| Різниця:        |       | +0,27 % |